# 아라이 료헤이 (축구 선수)
아라이 료헤이(일본어: 新井 涼平, 1990년 11월 3일 ~ )는 일본의 축구 선수이다. 

## 구단 경력
그는 2009년부터 2022년까지 J리그의 오미야 아르디자, FC 기후, 기라반츠 기타큐슈, 방포레 고후에서 활동하였다.